# Trenton (Maine)
Trenton és una població dels Estats Units a l'estat de Maine (EUA). Segons el cens del 2000 tenia 1.370 habitants.

## Demografia
Segons el cens del 2000, Trenton tenia 1.370 habitants, 574 habitatges, i 388 famílies. La densitat de població era de 29,1 habitants/km².
Dels 574 habitatges en un 31,9% hi vivien nens de menys de 18 anys, en un 53,8% hi vivien parelles casades, en un 8,9% dones solteres, i en un 32,4% no eren unitats familiars. En el 27% dels habitatges hi vivien persones soles el 8,4% de les quals corresponia a persones de 65 anys o més que vivien soles. El nombre mitjà de persones vivint en cada habitatge era de 2,39 i el nombre mitjà de persones que vivien en cada família era de 2,89.
Per edats la població es repartia de la següent manera: un 24,5% tenia menys de 18 anys, un 6% entre 18 i 24, un 27% entre 25 i 44, un 27,7% de 45 a 60 i un 14,7% 65 anys o més.
L'edat mediana era de 41 anys. Per cada 100 dones de 18 o més anys hi havia 90,1 homes.
La renda mediana per habitatge era de 34.808 $ i la renda mediana per família de 45.859 $. Els homes tenien una renda mediana de 30.847 $ mentre que les dones 25.197 $. La renda per capita de la població era de 21.140 $. Entorn del 6,2% de les famílies i el 10% de la població estaven per davall del llindar de pobresa.